# Alcoa
Alcoa Inc., (NYSE: AA), är ett amerikanskt multinationellt företag som är världens näst största producent av aluminium och där 2012 års produktion uppgick till 3,742 miljoner ton, det är bara ryska United Company RUSAL som producerar mer per år. Alcoa är dock världens största producent av primäraluminium och aluminiumoxid.